# Rendufe (Guimarães)
Rendufe é uma povoação portuguesa do Município de Guimarães que foi sede da extinta Freguesia de Rendufe, freguesia que tinha 5,22 km² de área e 712 habitantes (2011), e, por isso, uma densidade populacional de 136,4 hab/km².
A Freguesia de Rendufe foi extinta em 2013, no âmbito de uma reforma administrativa nacional, para, em conjunto com a Freguesia de Atães, formar uma nova freguesia denominada União das Freguesias de Atães e Rendufe com a sede em Atães.
Povoação essencialmente rural, constituiu, até ao início do século XIX, o couto de Rendufe. Tem como vizinhas do Município de Guimarães, as localidades de Atães e São Torcato; no Município de Fafe, tem como vizinha a freguesia de Arões de São Romão.

## População
| População da freguesia de Rendufe (1864 – 2011) | População da freguesia de Rendufe (1864 – 2011) | População da freguesia de Rendufe (1864 – 2011) | População da freguesia de Rendufe (1864 – 2011) | População da freguesia de Rendufe (1864 – 2011) | População da freguesia de Rendufe (1864 – 2011) | População da freguesia de Rendufe (1864 – 2011) | População da freguesia de Rendufe (1864 – 2011) | População da freguesia de Rendufe (1864 – 2011) | População da freguesia de Rendufe (1864 – 2011) | População da freguesia de Rendufe (1864 – 2011) | População da freguesia de Rendufe (1864 – 2011) | População da freguesia de Rendufe (1864 – 2011) | População da freguesia de Rendufe (1864 – 2011) | População da freguesia de Rendufe (1864 – 2011) |
| ----------------------------------------------- | ----------------------------------------------- | ----------------------------------------------- | ----------------------------------------------- | ----------------------------------------------- | ----------------------------------------------- | ----------------------------------------------- | ----------------------------------------------- | ----------------------------------------------- | ----------------------------------------------- | ----------------------------------------------- | ----------------------------------------------- | ----------------------------------------------- | ----------------------------------------------- | ----------------------------------------------- |
| 1864                                            | 1878                                            | 1890                                            | 1900                                            | 1911                                            | 1920                                            | 1930                                            | 1940                                            | 1950                                            | 1960                                            | 1970                                            | 1981                                            | 1991                                            | 2001                                            | 2011                                            |
| 384                                             | 399                                             | 424                                             | 408                                             | 444                                             | 454                                             | 480                                             | 558                                             | 624                                             | 657                                             | 535                                             | 575                                             | 594                                             | 779                                             | 712                                             |